# Giovanni Simonetti
Giovanni Simonetti (Rijeka, 22. prosinca 1817. – Venecija, 7. studenoga 1880.), poznat i kao Ivan Simonetti, bio je hrvatsko-talijanski slikar, najznačajniji riječki likovni umjetnik 19. stoljeća. Svoj je slikarski stil razvijao od klasicizma, preko bidermajera do romantizma, s uvijek prepoznatljivim venecijanskim koloritom. Od njegova ukupna opusa poznato je sedamdesetak slika, odnosno četrdesetak ulja na platnu. 

## Životopis i umjetničko djelovanje
Rođen je u Rijeci u obitelji obućara Girolama Simonettija i Ivane rođene Srok. Godine 1833. odlazi na Akademiju u Veneciji, pomognut stipendijom grada Rijeke. Završava je 1838. godine. Vraća se u Rijeku pa 1841. godine slika portret cara Franje I.,[kojeg?] a 1842. cara Ferdinanda II. Od 1842. do 1850. često putuje između Rijeke, Firence i Rima, a onda se nastanjuje u Veneciji. 
Kopiju Tizianova Uznesenja Bogorodice za oltar crkve sv. Vida u Rijeci slika 1850. godine. Detalj Tizianove slike izrađuje i za glavni oltar crkve Marijina Uznesenja u Rijeci. Slika i originalne slike za razne riječke crkve: Bezgrešno začeće, Bogorodica od Cornara, Raspeće, Kristova glava, kao i portrete bana Ivana Mažuranića, biskupa Josipa Jurja Strossmayera, bana Josipa Jelačića, velikog župana Bartola Zmajića i njegove supruge Ane, obitelji Leard i Meynier. 
Godine 1865. stupa u vezu s biskupom Strossmayerom i za nj tijekom godina, sklon renesansnom slikarstvu, nabavlja tridesetak slika starih majstora, restaurira ih u Veneciji i šalje u Hrvatsku, pridonoseći nastanku važne umjetničke zbirke.